# Gubben (Wohlthatmassiv)
Der Gubben (norwegisch für Ehemann) ist ein 2000 m hoher Berggipfel im ostantarktischen Königin-Maud-Land. Im Alexander-von-Humboldt-Gebirge des Wohlthatmassivs ragt er in der Vindegga.
Wissenschaftler des Norwegischen Polarinstituts benannten ihn 1991. Der weitere Benennungshintergrund ist nicht überliefert.